# Eulasia rittneri
Eulasia rittneri är en skalbaggsart som beskrevs av Uliana och Guido Sabatinelli 2010. Eulasia rittneri ingår i släktet Eulasia och familjen Glaphyridae. Inga underarter finns listade i Catalogue of Life.